# Anopheles grabhamii
Anopheles grabhamii är en tvåvingeart som beskrevs av Theobald 1901. Anopheles grabhamii ingår i släktet Anopheles och familjen stickmyggor. Inga underarter finns listade i Catalogue of Life.